# Зузу
Зузу — цар (лугаль) стародавнього шумерського міста-держави Акшак. Його правління припадало приблизно на кінець XXV століття до н. е.

## Правління
Після поразки Енбі-Астара у війні з Уруком Зузу підкорив своїй владі Кіш, тобто, поширив свій вплив на північ Шумеру. Після цього Зузу вторгся на територію Лагаша. Еанатуму вдалось завдати нищівної поразки Зузу. Імовірно, у тій війні Зузу був убитий, оскільки від того часу енсі Еанатум узяв титул «лугаль Кіша».